# 明松亮一
明松 亮一（かがり りょういち、1946年8月11日 - ）は、日本の経営者。神戸電鉄社長を務めた。大阪府出身。

## 経歴
灘高等学校を経て、1969年に京都大学法学部を卒業、同年に京阪神急行電鉄(現在の阪急電鉄)に入社。1994年に神戸電鉄監査役に就任し、1998年に取締役、2001年4月に常務を経て、2003年6月に社長に就任。
2006年6月から2012年6月までに会長を務めた。